# 曹儒国
曹儒国（1954年8月—），土家族，湖南慈利县人。中华人民共和国政治人物。曾任中共常德市市委副书记、市人大常委会主任。

## 履历
曹儒國于1977年7月加入中国共产党，早年担任常德纺织机械厂干部；后从政并历任中共常德地委组织部干部、干部科副科长、科长，1987年12月成为副处级组织员兼干部科科长；1988年7月，出任中共常德市委组织部副部长；1992年2月兼中共常德市委党校党委书记；1994年4月出任中共常德市鼎城区区委书记；
1997年4月常德市市委副秘书长；1997年11月升任中共常德市委常委、秘书长；1997年12月兼常德市市直机关工委书记；2001年10月升任中共常德市委副书记；2002年10月起兼任同市纪委书记。